# Lars Delin
Lars Delin, född 16 december 1921 i Trelleborg, död 2 juli 1999 i Stockholm, var en svensk jurist.
Delin blev juris kandidat vid Lunds universitet 1944, genomförde tingstjänstgöring 1945–1947, tjänstgjorde i kammarrätten 1948, blev fiskal i Svea hovrätt 1949, assessor 1956, var biträdande vattenrättsdomare i Vänersborg 1956–1959, blev revisionssekreterare 1960, hovrättsråd i Svea hovrätt 1966, var rättschef på jordbruksdepartementet 1972–1975 (tillförordnad 1971), regeringsråd 1976–1988, ordförande på avdelning 1988.
Delin tjänstgjorde i riksdagens konstutskott 1961–1962, var sekreterare i gruvrättsutredningen, expert och sakkunnig i ett flertal statliga kommittéer, särskilt rörande naturvårds- och byggnadslagstiftning, förhandlingsdelegat med Sovjetunionen och andra länder angående avgränsning av kontinentalsockeln 1963–1975, ordförande i moratoriekommittén 1970–1971, i nordiska miljöskyddskommittén 1972–1973, ersättare för ordföranden i ungdomsfängelsenämnden 1975–1980, ersättare för ordföranden i psykiatriska nämnden 1980–1984, svensk delegat vid Förenta nationernas tredje havsrättskonferens 1974–1975, ledamot av Livsmedelsverkets vetenskapliga råd 1980–1989 och ledamot av Lagrådet 1981–1983.
Delin utgav Kommentar till naturvårdslagen (tillsammans med Sven-Gösta Jonzon och Bertil Bengtsson 1976), Kommentar till gruvlagstiftningen (1977) och skrev artiklar i juridiska tidskrifter.